# ماتياس ويتك
ماثياس ويتك (بالألمانية: Mathias Wittek)‏ هو لاعب كرة قدم ألماني في مركز الوسط، ولد في 30 مارس 1989 في كيدزيرزن كوزله في بولندا. شارك مع منتخب ألمانيا تحت 17 سنة لكرة القدم ومنتخب ألمانيا تحت 18 سنة لكرة القدم. أما مع النوادي، فقد لعب مع إنغولشتات 04 وميونخ 1860 ونادي هايدنهايم.

## وصلات خارجية
- ماثياس ويتك على موقع قاعدة بيانات كرة القدم.إي يو (الإنجليزية)
- ماثياس ويتك على موقع بيانات كرة القدم. دي إي (الألمانية)
- ماثياس ويتك على موقع Soccerway.com (الإنجليزية)
- ماثياس ويتك على موقع عالم كرة القدم.نت (الإنجليزية)